# Богуцин-Дужи
Богуцин-Дужи (пол. Bogucin Duży) — село в Польщі, у гміні Ключе Олькуського повіту Малопольського воєводства.
Населення — 333 особи (2011).
У 1975-1998 роках село належало до Катовицького воєводства.

## Демографія
Демографічна структура станом на 31 березня 2011 року:
|          | Загалом | Допрацездатний вік | Працездатний вік | Постпрацездатний вік |
| -------- | ------- | ------------------ | ---------------- | -------------------- |
| Чоловіки | 169     | 38                 | 109              | 22                   |
| Жінки    | 164     | 21                 | 103              | 40                   |
| Разом    | 333     | 59                 | 212              | 62                   |